# Kaartje2go
Kaartje2go is een Nederlandse webwinkel voor wenskaarten.

## Werkwijze
Men kan online een kaart opstellen, die vervolgens gedrukt en per post verzonden wordt. Dit dient niet verward te worden met de zogenoemde e-cards. 
Sinds eind 2011 is het bij Kaartje2go mogelijk om handgeschreven tekst online toe te voegen aan de kaarten. Met deze binnen het bedrijf ontwikkelde technologie had het bedrijf naar eigen zeggen een primeur.

## Geschiedenis
Het bedrijf werd opgericht in 2006 in Utrecht door Klaas Korte en Foppe Strikwerda. In 2010 bestaat het online aanbod uit 10.000 kaarten; op dat moment het grootste online aanbod van wenskaarten in Nederland. Sinds 2016 is het bedrijf gevestigd in Zwolle. In 2022 heeft Kaartje2go ruim 50.000 verschillende kaarten en 1,5 miljoen geregistreerde consumenten. Jaarlijks worden er ruim 10 miljoen kaarten verstuurd. Het bedrijf opende in 2017 een webwinkel in België. En in 2019 in Duitsland, waar de webshop sinds september 2022 Send a Smile heet. Sinds begin 2022 bedient Kaartje2go ook de zakelijke markt met de dienst Print.one.

## Erkenning
- 2006 - De Utrechtse Start (jury- en publieksprijs), voor het beste ondernemingsplan van de provincie Utrecht.[6]
- 2008 - Consumentenbond, als beste geteste kaartenservice[7]
- 2010 - KASSA, vierde plaats van geteste kaartenservices
- 2011 - KASSA, als beste geteste kaartenservice[8]
- 2012 - Deloitte Technology Fast 50, vijfde plaats (ranglijst van snelstgroeiende technologiebedrijven van de Benelux)[9]
- 2015 - Tros Radar, Warme Douche[10]
- 2019 - Thuiswinkel.org, Shopping Awards - Publieksprijs 2019[11]
- 2021 - Thuiswinkel.org, Shopping Awards - Winnaar in categorie Fotoartikelen 2021[12]
- 2022 - Thuiswinkel.org, Shopping Awards - Beste Webwinkel van Nederland 2022[13]

## Sponsoring
Het bedrijf verkoopt kaarten van goede doelen, zoals CliniClowns, waarbij een deel van de opbrengst naar het goede doel gaat.
In 2014 organiseerde het bedrijf kaartenacties voor de ernstig zieke Belgische Noah en voor de 80-jarige Sikko Smit zonder familie. Ook sponsort men het Ronald McDonald Kinderfonds.